# Gabriel du Mas
Gabriel du Mas, né vers 1446 et mort en 1500, est un prélat français du XVe siècle, évêque de Mirepoix puis évêque de Périgueux.

## Biographie
Fils de Jean du Mas, conseiller et chambellan de Louis XI en 1480, Gabriel du Mas est trésorier de la Sainte-Chapelle de Bourges et est nommé évêque de Mirepoix en 1475. Il passe ensuite au diocèse de Périgueux en 1486. Il est aussi abbé de l'abbaye des Pierres, dans le Berry, à partir de 1492.